# Murtuz Müslümov
Murtuz Raxmatulla Müslümov (ur. 19 października 1993 roku) – azerski zapaśnik walczący w stylu wolnym. Brązowy medalista mistrzostw Europy w 2018. Wicemistrz igrzysk Solidarności Islamskiej w 2017 roku.